# 源義仲 (義綱流)
源 義仲（みなもと の よしなか）は、平安時代後期の武士。源義綱の四男。母は大舎人頭藤原親明の娘。通称は美濃四郎。

## 略歴
天仁2年（1109年）、河内源氏の棟梁であり、従兄弟でもある源義忠が暗殺されるという事件（源義忠暗殺事件）が発生し、兄・義明がその暗殺犯とされた。父・義綱はこれを受けて義仲を含めた息子らと共に近江国甲賀山（鹿深山）へ立て籠もるという行動に出た。
そこに棟梁を継いだ義忠の甥（弟とする説もある）源為義らが白河院からの追討命令を受けて攻めかかってきた。兄弟が次々と自害する中で義仲は敵が放った火炎に飛び込んで焼身自殺した。
一人残された子・盛宗の子孫は石橋氏と名乗り、あるいは服部氏と称して存続した。